# 달콤 쌉사름한 초콜릿
달콤 쌉사름한 초콜릿(Como Agua Para Chocolate, Like Water For Chocolate)은 멕시코에서 제작된 알폰소 아라우 감독의 1992년 드라마, 멜로/로맨스 영화이다. 마르코 레오나르디 등이 주연으로 출연하였고 알폰소 아라우 등이 제작에 참여하였다.

## 출연

### 주연
- 마르코 레오나르디
- 루미 카바조스
- 레지나 톤

### 조연
- 아다 카라스코
- 마리오 이반 마르티네즈
- 클로데트 마일레
- 야렐리 아리즈멘디

## 제작진
- 미술: 데니즈 피지니
- 의상: 카를로스 브라운